# Gran Premio di superbike di Donington 1989
Il Gran Premio di Superbike di Donington 1989 è stato disputato il 27 marzo sul Circuito di Donington Park e ha visto la vittoria di Fabrizio Pirovano in gara 1, mentre la gara 2 è stata vinta da Giancarlo Falappa.

## Resoconto
Fonte
La prima prova del mondiale Superbike del 1989 si svolse a Donington nella massima incertezza sul futuro del campionato stesso, infatti l'azienda organizzatrice che finanziava la competizione (la società MSC) dichiara fallimento, comunicando alle squadre di non poter garantire le coperture finanziarie per i premi ed i rimborsi spese per le trasferte (tutte cose che erano state promesse alle squadre che si erano iscritte al campionato). Il campionato prese ugualmente il via grazie alle garanzie fornite direttamente dalla Federazione Internazionale. Nonostante le problematiche di carattere organizzativo, si presentarono ai nastri di partenza sei case costruttrici: le giapponesi Honda, Suzuki, Yamaha e Kawasaki e le italiane Bimota e Ducati.
Gara 1 vide la vittoria di Fabrizio Pirovano con la Yamaha OW01 del team Belgarda, seguito da due piloti britannici, Roger Burnett secondo con la Honda RC30 del team Honda Britain e terzo Terry Rymer del team Loctite Yamaha. Chiude al quarto posto Fred Merkel (vincitore del campionato mondiale Superbike del 1988) mentre chiude 17º Giancarlo Falappa dopo aver condotto la gara nei primi giri, salvo poi cadere e chiudere la gara fuori dalla zona punti.
Nella seconda gara i piloti protagonisti furono gli stessi di gara uno, con la differenza che Falappa non commise l'errore di gara 1 e vinse in volata su Rymer. Burnett si conferma sul podio, spostandosi però in terza posizione, con Pirovano che non riesce ad ottenere punti visto il 18º posto. Da segnalare come l'autore del pole position, il francese Raymond Roche, è stato costretto a ritirarsi in entrambe le gare a causa di problemi elettrici sulla sua Ducati 851.
Proprio la particolarità che i due vincitori delle gare non ottennero punti nell'altra gara, consentono a Burnett e Rymer (entrambi a podio in entrambe le gare) di portarsi al primo posto in campionato con 32 punti, con Merkel terzo a 23, lo svedese Anders Andersson quarto con 21, mentre il duo Falappa e Pirovano quinti con i venti punti delle rispettive vittorie.

## Risultati

### Gara 1

#### Arrivati al traguardo[4]
| Pos. | Nº | Pilota               | Motocicletta | Tempo     | Griglia | Punti |
| ---- | -- | -------------------- | ------------ | --------- | ------- | ----- |
| 1º   | 2  | Fabrizio Pirovano    | Yamaha       | 37:14.420 | 16º     | 20    |
| 2º   | 11 | Roger Burnett        | Honda        | +0:02.680 | 4º      | 17    |
| 3º   | 10 | Terry Rymer          | Yamaha       | +0:05.360 | 8º      | 15    |
| 4º   | 1  | Fred Merkel          | Honda        | +0:11.980 | 2º      | 13    |
| 5º   | 28 | Thierry Crine        | Suzuki       | +0:12.620 | 6º      | 11    |
| 6º   | 24 | Anders Andersson     | Yamaha       | +0:14.020 | 9º      | 10    |
| 7º   | 30 | Carl Fogarty         | Honda        | +0:14.190 | 13º     | 9     |
| 8º   | 31 | Brian Morrison       | Honda        | +0:15.860 | 17º     | 8     |
| 9º   | 52 | Andreas Hofmann      | Honda        | +0:16.020 | 5º      | 7     |
| 10º  | 29 | Patrick Igoa         | Kawasaki     | +0:23.950 | 11º     | 6     |
| 11º  | 26 | Ernst Gschwender     | Suzuki       | +0:24.050 | 18º     | 5     |
| 12º  | 64 | Mark Phillips        | Yamaha       | +0:33.490 | 14º     | 4     |
| 13º  | 36 | Peter Rubatto        | Bimota       | +0:35.730 | 15º     | 3     |
| 14º  | 58 | Hervé Moineau        | Suzuki       | +0:36.480 | 7º      | 2     |
| 15º  | 16 | Christophe Bouheben  | Kawasaki     | +0:41.630 | 12º     | 1     |
| 16º  | 79 | Robert McElnea       | Yamaha       | +0:41.920 | 21º     |       |
| 17º  | 77 | Giancarlo Falappa    | Bimota       | +0:53.360 | 3º      |       |
| 18º  | 21 | Paul Iddon           | Yamaha       | +0:53.870 | 23º     |       |
| 19º  | 9  | Malcolm Campbell     | Honda        | +0:57.970 | 29º     |       |
| 20º  | 20 | Andy McGladdery      | Honda        | +0:59.170 | 22º     |       |
| 21º  | 57 | René Delaby          | Honda        | +0:59.300 | 24º     |       |
| 22º  | 59 | Michael Galinski     | Yamaha       | +1:07.330 | 34º     |       |
| 23º  | 19 | Jari Suhonen         | Yamaha       | +1:07.380 | 26º     |       |
| 24º  | 44 | Jeffry de Vries      | Yamaha       | +1:07.730 | 33º     |       |
| 25º  | 40 | René Rasmussen       | Suzuki       | +1:11.900 | 27º     |       |
| 26º  | 34 | Robert Dunlop        | Honda        | +1:11.970 | 28º     |       |
| 27º  | 80 | José Maria Pardo     | Honda        | +1:12.250 | 39º     |       |
| 28º  | 81 | Anton Gruschka       | Honda        | +1:12.610 | 31º     |       |
| 29º  | 67 | Piergiorgio Bontempi | Honda        | +1 giro   | 41º     |       |
| 30º  | 72 | Fabio Biliotti       | Bimota       | +1 giro   | 19º     |       |
| 31º  | 70 | Dave Leach           | Yamaha       | +1 giro   | 36º     |       |
| NC   | 62 | Tom Douglas          | Honda        | +14 giri  | 25º     |       |

#### Ritirati
| Nº | Pilota                | Motocicletta | Giri     | Griglia |
| -- | --------------------- | ------------ | -------- | ------- |
| 47 | Raimo Vartiainen      | Suzuki       | +10 giri | 40º     |
| 39 | Marino Fabbri         | Kawasaki     | +17 giri | 35º     |
| 32 | Steve Hislop          | Honda        | +19 giri | 10º     |
| 46 | Peter Sköld           | Honda        | +19 giri | 30º     |
| 38 | Paul Lewis            | Honda        | +21 giri | 37º     |
| 42 | Johan Van Vaerenbergh | Kawasaki     | +26 giri | 38º     |
| 27 | Raymond Roche         | Ducati       | +27 giri | 1º      |

### Gara 2

#### Arrivati al traguardo[5]
| Pos. | Nº | Pilota            | Motocicletta | Tempo     | Griglia | Punti |
| ---- | -- | ----------------- | ------------ | --------- | ------- | ----- |
| 1º   | 77 | Giancarlo Falappa | Bimota       | 37:16.100 | 3º      | 20    |
| 2º   | 10 | Terry Rymer       | Yamaha       | +0:00.700 | 8º      | 17    |
| 3º   | 11 | Roger Burnett     | Honda        | +0:08.810 | 4º      | 15    |
| 4º   | 32 | Steve Hislop      | Honda        | +0:15.180 | 10º     | 13    |
| 5º   | 24 | Anders Andersson  | Yamaha       | +0:17.670 | 9º      | 11    |
| 6º   | 1  | Fred Merkel       | Honda        | +0:33.460 | 2º      | 10    |
| 7º   | 26 | Ernst Gschwender  | Suzuki       | +0:34.010 | 18º     | 9     |
| 8º   | 36 | Peter Rubatto     | Bimota       | +0:40.460 | 15º     | 8     |
| 9º   | 64 | Mark Phillips     | Yamaha       | +0:42.280 | 14º     | 7     |
| 10º  | 29 | Patrick Igoa      | Kawasaki     | +0:45.210 | 11º     | 6     |
| 11º  | 20 | Andy Mcgladdery   | Honda        | +0:48.840 | 22º     | 5     |
| 12º  | 21 | Paul Iddon        | Yamaha       | +0:50.510 | 23º     | 4     |
| 13º  | 30 | Carl Fogarty      | Honda        | +0:52.990 | 13º     | 3     |
| 14º  | 40 | René Rasmussen    | Suzuki       | +0:56.360 | 27º     | 2     |
| 15º  | 57 | René Delaby       | Honda        | +0:57.420 | 24º     | 1     |
| 16º  | 34 | Robert Dunlop     | Honda        | +0:58.250 | 28º     |       |
| 17º  | 44 | Jeffry de Vries   | Yamaha       | +1 giro   | 33º     |       |
| 18º  | 2  | Fabrizio Pirovano | Yamaha       | +1 giro   | 16º     |       |
| 19º  | 19 | Jari Suhonen      | Yamaha       | +1 giro   | 26º     |       |
| 20º  | 70 | Dave Leach        | Yamaha       | +1 giro   | 36º     |       |
| 21º  | 81 | Anton Gruschka    | Honda        | +1 giro   | 31º     |       |
| 22º  | 46 | Peter Sköld       | Honda        | +1 giro   | 30º     |       |

#### Ritirati
| Nº | Pilota               | Motocicletta | Giri     | Griglia |
| -- | -------------------- | ------------ | -------- | ------- |
| 62 | Tom Douglas          | Honda        | +3 giri  | 25º     |
| 27 | Raymond Roche        | Ducati       | +9 giri  | 1º      |
| 31 | Brian Morrison       | Honda        | +12 giri | 17º     |
| 72 | Fabio Biliotti       | Bimota       | +14 giri | 19º     |
| 67 | Piergiorgio Bontempi | Honda        | +17 giri | 41º     |
| 58 | Hervé Moineau        | Suzuki       | +18 giri | 7º      |
| 52 | Andreas Hofmann      | Honda        | +22 giri | 5º      |
| 16 | Christophe Bouheben  | Kawasaki     | +23 giri | 12º     |
| 28 | Thierry Crine        | Suzuki       | +26 giri | 6º      |
| 80 | José Maria Pardo     | Honda        | +29 giri | 39º     |
| 79 | Rob Mcelnea          | Yamaha       | +29 giri | 21º     |
| 9  | Malcolm Campbell     | Honda        | +29 giri | 29º     |